# Luftförsvarsutredningen 1967
Luftförsvarsutredningen 1967 (LFU 67) var en allsidigt sammansatt kommitté tillsatt av Försvarsdepartementet i syfte i att besluta om framtida inriktning av det svenska luftförsvaret. Kommittén tillsattes 1967 och presenterade sitt beslut 1970, med vissa kompletteringar 1971. Efter LFU 67 har andra luftförsvarsutredningar även gjorts, dock var LFU 67 en mycket mer omfattande utredning med mycket sekretessbelagt material.

## Bakgrund
I november 1967 uppdrog regeringen åt ÖB att genomföra en omfattande utredning om det svenska luftförsvarets framtida utformning. I december samma år utfärdade ÖB direktiv till utredningen, vilken kom att benämnas luftförsvarsutredningen 1967. Den arbetade under beteckningen LFU 67 och var representerade av Försvarsdepartementet, Försvarsstaben, FOA, Flygstaben, Arméstaben och FMV, vilka skulle avge slutrapport med rekommendationer 1970. 
Under åren 1968 och 1969 skulle erforderligt underlag avlämnas för ställningstagande inför val av aktuella framtida vapensystem. Kommittén behandlade stridsledning- och jaktflygplanssystem, luftvärnskanon- och luftvärnsrobotsystem. Luftförsvarsutredningen överlämnades till ÖB i februari 1970, med följande konstaterande "det territoriella luftförsvaret bäst och mest ekonomiskt skulle utgöras av jaktförband. Att använda stora luftförsvarsrobotar för detta ändamål utgjorde en dyr, inflexibel och störbar lösning. Försvar av arméns förband och marinens fartyg mot luftangrepp skedde bäst med mindre luftvärnsrobotar och luftvärnsautomatkanoner". Som konsekvens för Flygvapnet avvecklades Robotsystem 68-divisionerna, och istället anskaffades jaktflygplanet JA 37 Viggen samt spaningsradarsystemet PS-860. För armén utvecklades och modifierades robotsystemen Robot 70 och Robot 77 samt modifiering av luftvärnsautomatkanonen Lv-akan m/48.